# 加亚克
加亚克（法語：Gaillac，法語發音：[ɡajak] ⓘ），法国西南部城市，奥克西塔尼大区塔恩省的一个市镇，隶属于阿尔比区，其市镇面积为50.93平方公里，2022年1月1日时人口数量为16,080人，是该省人口第三多的市镇，在法国城市中排名第626位。
加亚克位于塔恩省中西部，塔恩河右岸，历史上为一处宗教中心和商业港口，因同名葡萄酒而闻名，现代是一个区域性的工商业中心，同时也是重要的旅游城市。

## 地名来源

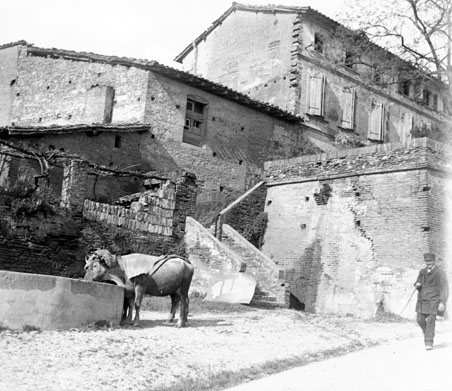
19世纪末的加亚克民居

“加亚克”一名来源于当地历史上的一个名为的领主，“ac”为奥克语区域的一个常见地名后缀，意为“XX的区域”（domaine de XX）。
在一些汉语文献中被译为“盖亚克”。

## 历史
加亚克所处区域曾发现新石器时期的人类活动遗迹。公元654年，加亚克首次在阿尔比主教圣迪迪埃（saint Didier）的遗嘱之中。公元972年，阿尔比主教弗罗泰尔一世在加亚克建成了圣米歇尔修道院，此后一座城池逐渐在修道院周边形成，并成为圣雅各朝圣之路上的一站。12世纪初，阿尔比十字军曾驻扎加亚克，使得当地的天主教徒之间产生严重对立。英法百年战争期间，一支英格兰军队曾占领了加亚克。中世纪末，图埃里家族成为这一地区的领主。17世纪后，加亚克附近出现了大片葡萄酒种植园，并因塔恩河航运的发展而成为一个重要的商业集镇，当地出现了多处文艺复兴风格的建筑。法国大革命后，加亚克成为塔恩省的一个市镇，并在1800至1926年间为该省的一个副省会。工业革命期间，两条铁路在加亚克境内交汇。二战后，加亚克市区新增了多处公共设施，包括中心医院、集市大堂和多所学校等。

## 地理

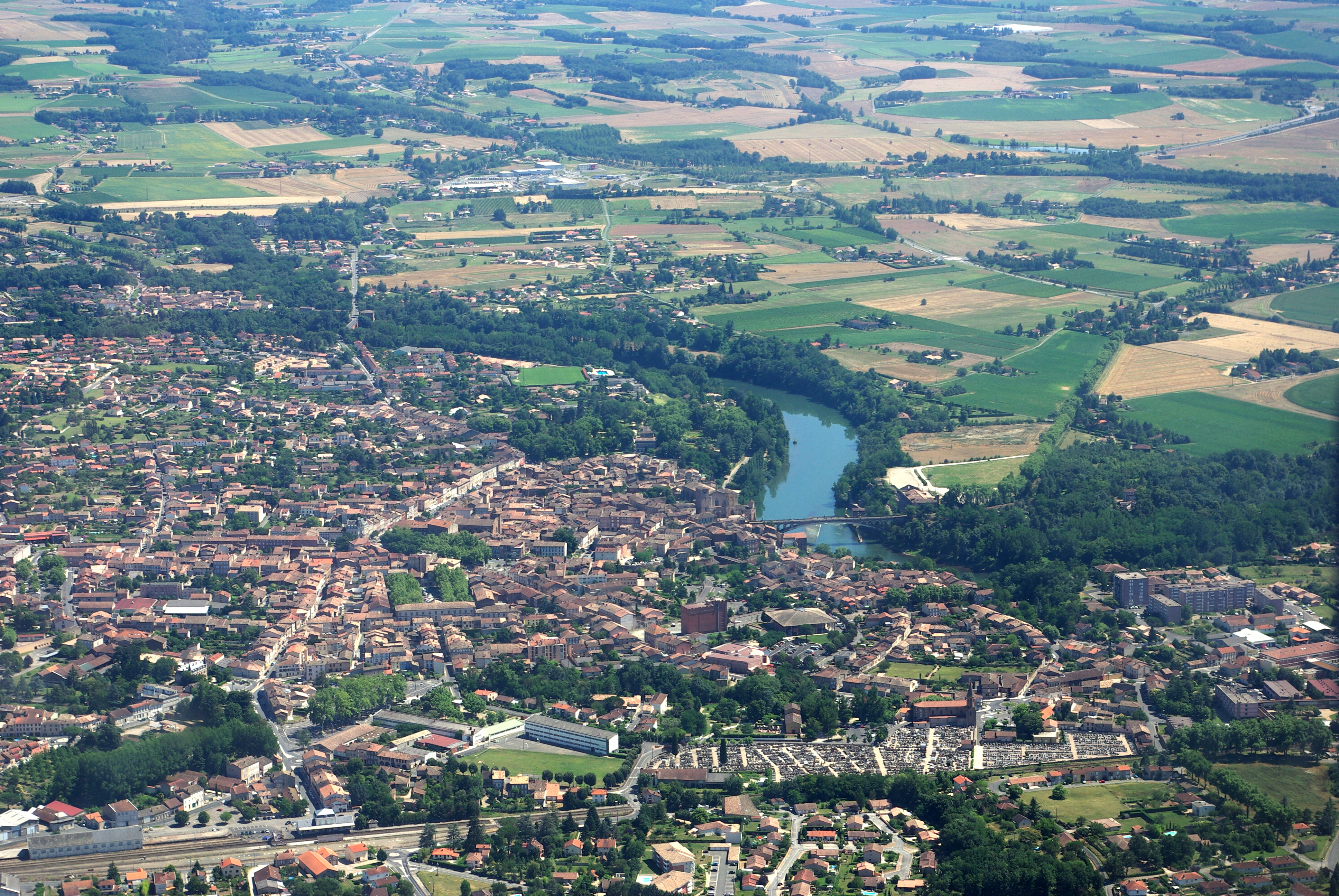
鸟瞰加亚克

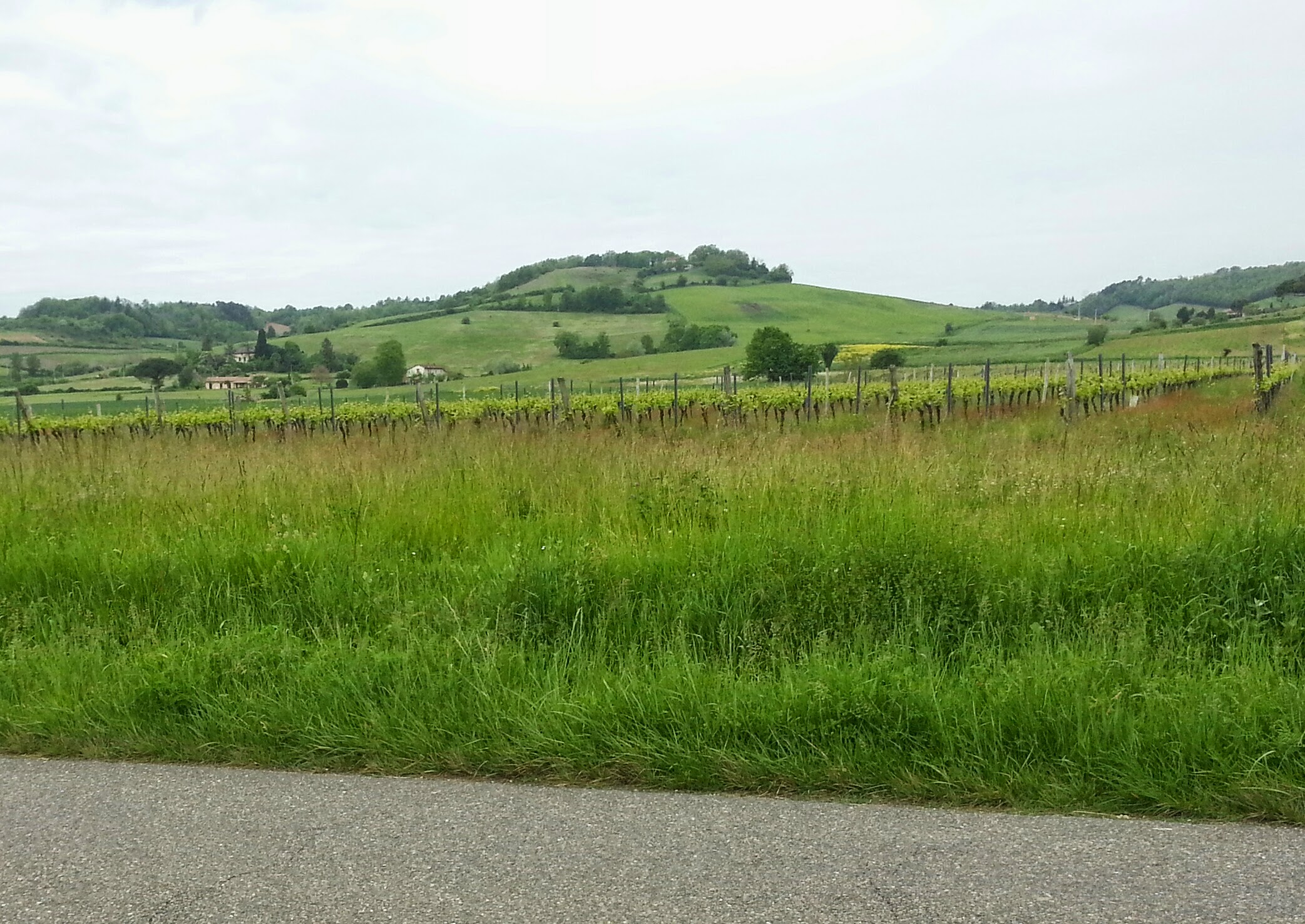
加亚克附近的葡萄酒种植园

加亚克位于法国西南部，奥克西塔尼大区中部和塔恩省中西部偏北，距离省会阿尔比大约24公里，其附近区域被称为加亚克地区。与加亚克接壤的市镇包括：布罗兹、布朗斯、韦尔河畔卡于扎克、卡斯泰尔诺-德蒙米拉勒、塔恩河畔利勒、蒙唐斯、里维耶尔、瑟努亚克。

### 地形
加亚克位于法国中央高原的西南部延伸地带，境内以浅丘为主，市中心地势较为平坦，周边有多处葡萄酒种植园，全境海拔在105到288米之间。

### 水文
加亚克属于加龙河流域，塔恩河干流自东北向西南流经境内，其右岸有多处溪流在此与其交汇。

### 植被
加亚克属于温带落叶林区，位于塔恩河畔的富科城堡公园是当地主要的城市绿地，林地则分布在境内多处。

### 气候
加亚克在柯本气候分类法中属于温带海洋性气候，但因其纬度较低，故又带有一定的亚热带特征。
距离加亚克最近的气象站位于蒙唐斯境内，以下为该气象站的数据（其中日照数据）：
| 蒙唐斯1981年－2019年 | 蒙唐斯1981年－2019年 | 蒙唐斯1981年－2019年 | 蒙唐斯1981年－2019年 | 蒙唐斯1981年－2019年 | 蒙唐斯1981年－2019年 | 蒙唐斯1981年－2019年 | 蒙唐斯1981年－2019年 | 蒙唐斯1981年－2019年 | 蒙唐斯1981年－2019年 | 蒙唐斯1981年－2019年 | 蒙唐斯1981年－2019年 | 蒙唐斯1981年－2019年 | 蒙唐斯1981年－2019年 |
| 月份                 | 1月                  | 2月                  | 3月                  | 4月                  | 5月                  | 6月                  | 7月                  | 8月                  | 9月                  | 10月                 | 11月                 | 12月                 | 全年                 |
| -------------------- | -------------------- | -------------------- | -------------------- | -------------------- | -------------------- | -------------------- | -------------------- | -------------------- | -------------------- | -------------------- | -------------------- | -------------------- | -------------------- |
| 历史最高温 °C（°F）  | 19 (66)              | 23.6 (74.5)          | 26.9 (80.4)          | 31.3 (88.3)          | 33.6 (92.5)          | 39.9 (103.8)         | 39.2 (102.6)         | 41.6 (106.9)         | 37.1 (98.8)          | 32.6 (90.7)          | 26.3 (79.3)          | 20.8 (69.4)          | 41.6 (106.9)         |
| 平均高温 °C（°F）    | 9.8 (49.6)           | 11.6 (52.9)          | 15.5 (59.9)          | 18.1 (64.6)          | 22.7 (72.9)          | 26.6 (79.9)          | 28.9 (84.0)          | 28.9 (84.0)          | 24.8 (76.6)          | 20.1 (68.2)          | 13.3 (55.9)          | 9.9 (49.8)           | 19.2 (66.6)          |
| 日均气温 °C（°F）    | 5.7 (42.3)           | 6.8 (44.2)           | 9.7 (49.5)           | 12.2 (54.0)          | 16.6 (61.9)          | 20.2 (68.4)          | 22.2 (72.0)          | 22.1 (71.8)          | 18.2 (64.8)          | 14.6 (58.3)          | 9.1 (48.4)           | 6.1 (43.0)           | 13.6 (56.5)          |
| 平均低温 °C（°F）    | 1.7 (35.1)           | 1.9 (35.4)           | 3.8 (38.8)           | 6.3 (43.3)           | 10.5 (50.9)          | 13.8 (56.8)          | 15.4 (59.7)          | 15.4 (59.7)          | 11.5 (52.7)          | 9.2 (48.6)           | 4.8 (40.6)           | 2.3 (36.1)           | 8.1 (46.6)           |
| 历史最低温 °C（°F）  | −8.5 (16.7)          | −12.4 (9.7)          | −9.6 (14.7)          | −2 (28)              | 1.7 (35.1)           | 3.9 (39.0)           | 7.7 (45.9)           | 6.2 (43.2)           | 2.8 (37.0)           | −3.6 (25.5)          | −7.5 (18.5)          | −10.2 (13.6)         | −12.4 (9.7)          |
| 平均降水量 mm（）    | 57.2 (2.25)          | 43.8 (1.72)          | 47.2 (1.86)          | 82 (3.2)             | 77.8 (3.06)          | 64.7 (2.55)          | 42.7 (1.68)          | 61 (2.4)             | 66.6 (2.62)          | 74.7 (2.94)          | 67.7 (2.67)          | 68.5 (2.70)          | 753.9 (29.68)        |
| 月均日照時數         | 96.6                 | 118.6                | 177                  | 183.6                | 219.3                | 244.9                | 270.6                | 255.7                | 213.5                | 154.1                | 92.7                 | 86.8                 | 2,113.4              |
| 来源：infoclimat.fr  |                      |                      |                      |                      |                      |                      |                      |                      |                      |                      |                      |                      |                      |

## 行政区划
加亚克是法国奥克西塔尼大区塔恩省的一个市镇，编号为81099。加亚克隶属于阿尔比区和塔恩省第二选区，管理加亚克县，同时也是加亚克城市圈公共社区的办公驻地。
加亚克市镇被划为6个街区，并实行街区自治制度。
法国国家统计与经济研究所（简称）在进行数据统计时，将加亚克及相邻的另外2个市镇设为加亚克城市核心区和加亚克城市区。自2020年起，加亚克城市区被包含14个市镇的加亚克城市辐射区代替。同时，还将加亚克市镇分为了5个“块区”（IRIS），以便于统计人口分布情况。

## 交通

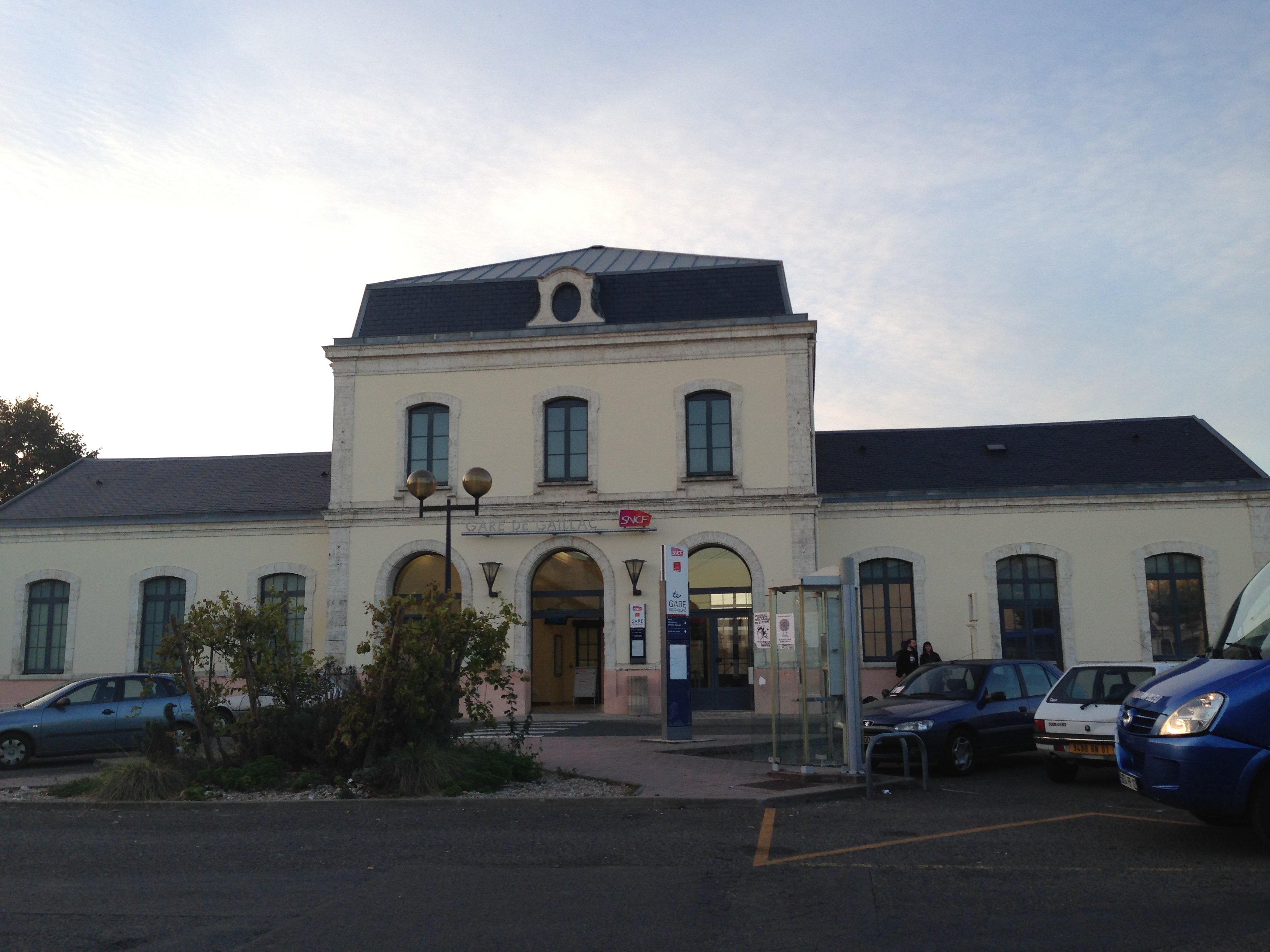
加亚克火车站

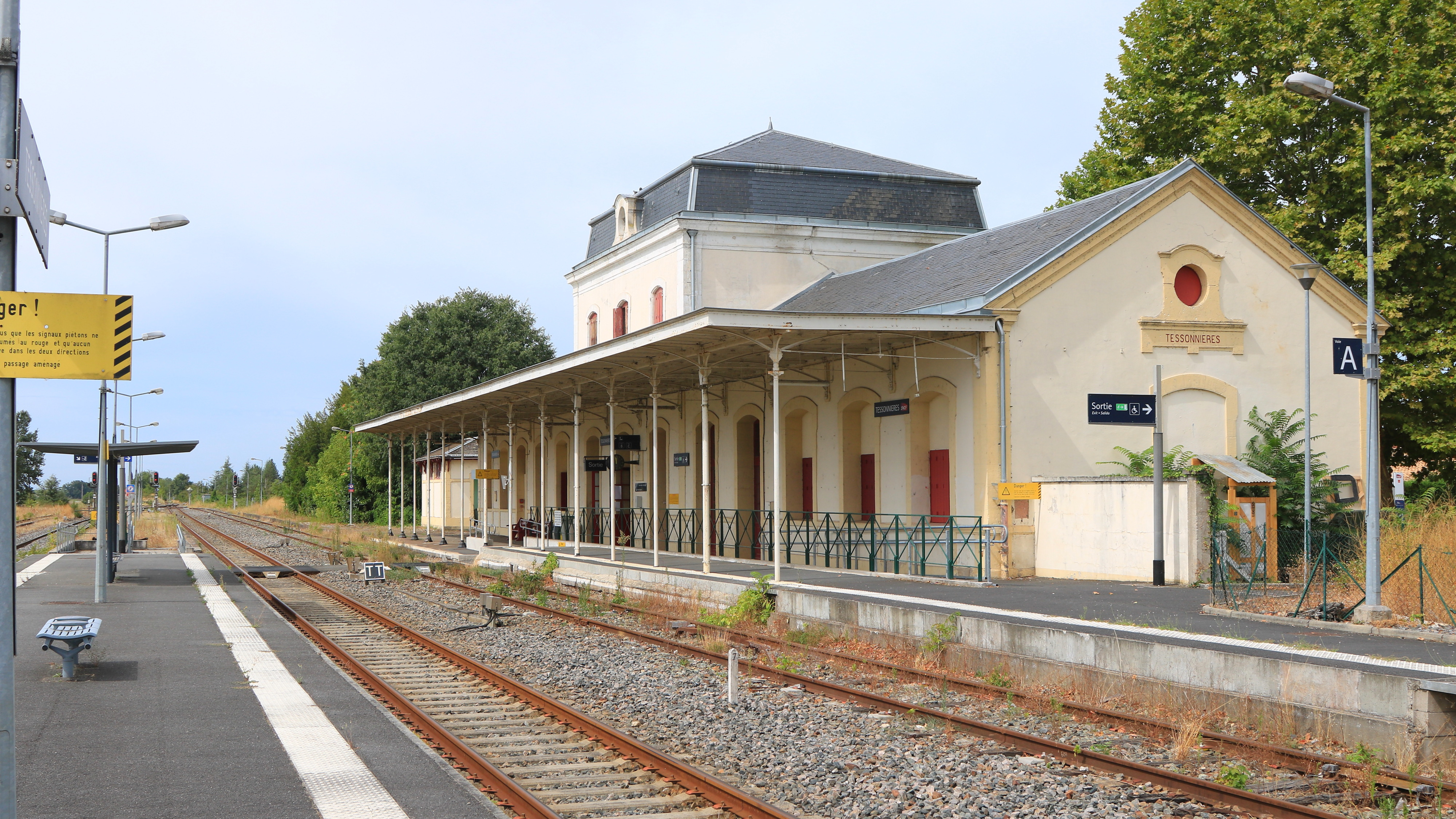
泰索尼耶尔火车站

### 公路
A68高速公路从塔恩河左岸经过，可通过9号出入口连接加亚克市区，此外多条塔恩省省道在加亚克境内交汇。横跨塔恩河的圣米歇尔桥长120米，建于1939年，是当地的标志性建筑之一。奥克西塔尼大区下属的城际客运提供巴士线路，可前往周边部分市镇。
2017年，76.6%的加亚克家庭拥有至少一辆的私人汽车。2018年，加亚克境内共发生各类交通事故11起，造成1人遇难，10人受伤。

### 铁路
加亚克位于布里夫拉盖亚尔德－图卢兹铁路和泰索尼耶尔－阿尔比铁路的交汇处。加亚克站位于市区中部，停靠两个方向区域列车：
- 图卢兹—加亚克—阿尔比—卡尔莫—罗德兹（区域列车，每天往返超过12班）
- 图卢兹—加亚克—菲雅克—欧里亚克（区域列车，每天往返约8班）

除加亚克站，加亚克境内还有泰索尼耶尔火车站，是当地的一个区域性铁路车站。

### 航空
加亚克境内建有加亚克-塔恩河畔利勒飞行场，供商务及救援使用。
距离加亚克最近的民用航空站为图卢兹-布拉尼亚克机场，距离加亚克市中心的公路里程约66公里。

### 城市公共交通
加亚克城市公共交通（商业名称为）是当地的城市公共交通系统，由盖亚克市政府提供。截至2021年2月，该系统共包括5条公交线路，路网覆盖了加亚克市区内的主要街道和居民区。

## 政治

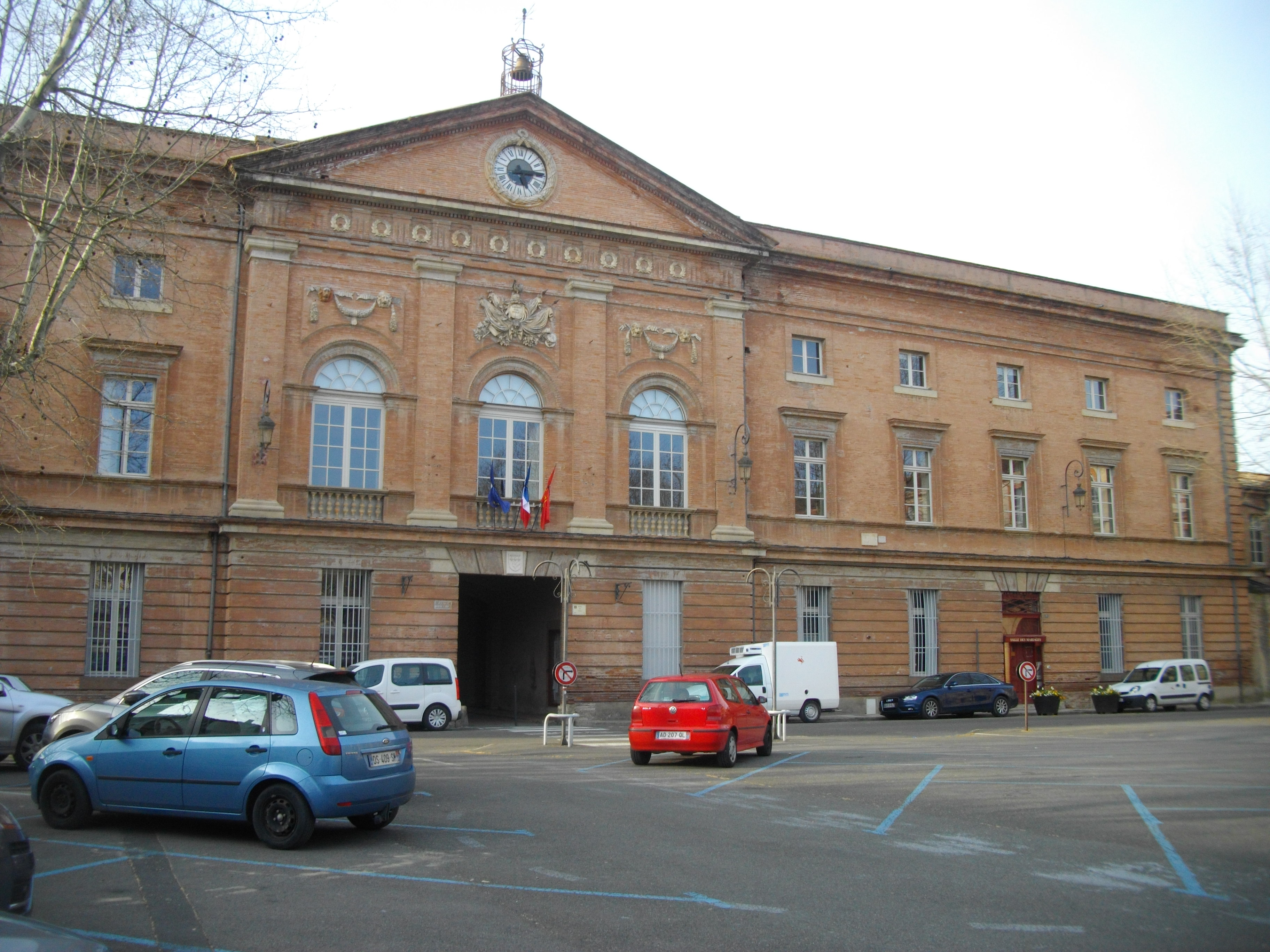
加亚克市政厅

加亚克的现任市长为马蒂娜·苏凯女士（Martine Souquet），她是一名右翼无党派人士，自2020年10月1日起担任，其前任帕特里丝·戈塞朗女士（Patrice Gausserand）在2020年的市政选举中获得了52.88%的支持率，后因其涉及2017年的贪污案而于2020年9月底被撤职，并于2021年2月被当地法院判处有期徒刑12个月。
在2017年的法国总统大选中，法国第25任总统埃马纽埃尔·马克龙在加亚克获得了63.48%的支持率。
| 加亚克历届市长 |                 |                                    |
| 任期           | 市长            | 党派                               |
| 1945年－1959年 | 让·卡尔韦       | 不详                               |
| 1959年－1977年 | 亨利·伊里苏     | CNIP全国独立人士与农民中心         |
| 1977年－1983年 | 安德烈·索       | DVD右翼无党派人士                  |
| 1983年－1995年 | 雅克·达里       | DVD右翼无党派人士 →UDF法国民主联盟 |
| 1995年－2005年 | 夏尔·皮斯特     | PS社会党                           |
| 2005年－2014年 | 米谢勒·里厄     | PS社会党                           |
| 2014年－2020年 | 帕特里丝·戈瑟朗 | UDF法国民主联盟                    |
| 2020年－       | 马蒂娜·苏凯     | DVD右翼无党派人士                  |

## 人口
2017年，加亚克市镇人口数量为15,294，在法国排名第626位。其中男性7,172人，女性8,122人，75岁及以上人口占10.5%，外籍人口数量为3,119人，人口密度为300人/平方公里，当地居民被称为（男性）或（女性）。2018年，加亚克境内出生135人，死亡人口232人。
| 年份   | 1936  | 1946  | 1954  | 1962  | 1968   | 1975   | 1982   | 1990   | 1999   | 2006   | 2011   | 2016   | 2018   |
| ------ | ----- | ----- | ----- | ----- | ------ | ------ | ------ | ------ | ------ | ------ | ------ | ------ | ------ |
| 人口數 | 7,779 | 8,494 | 8,356 | 8,767 | 10,315 | 10,573 | 10,389 | 10,378 | 11,073 | 12,397 | 13,629 | 15,254 | 15,345 |

## 经济
加亚克是一个区域性的中心城市，当地共有各类用人单位2,327家，平均历史为16年，其中98.96%为中小型企业（PME）。（大型零售）、（汽车销售）及（大型零售）是当地2019年营业额最高的三个企业，分别为101,047,590欧元、47,611,869欧元和19,153,558欧元。

## 财政收入
2019年，加亚克的财政收入总额为17,424,300欧元，财政支出总额为15,294,100欧元，当年的债务总额为12,139,100欧元。
2015年，加亚克的人均月收入总额为2,215欧元，其中高级职员为3,945欧元，中级职员为2,434欧元，普通职员为1,776欧元。
2017年，加亚克境内的青壮年（15至64岁）失业率为16.9%，当地42.7%的家庭拥有纳税资格。

## 社会事务

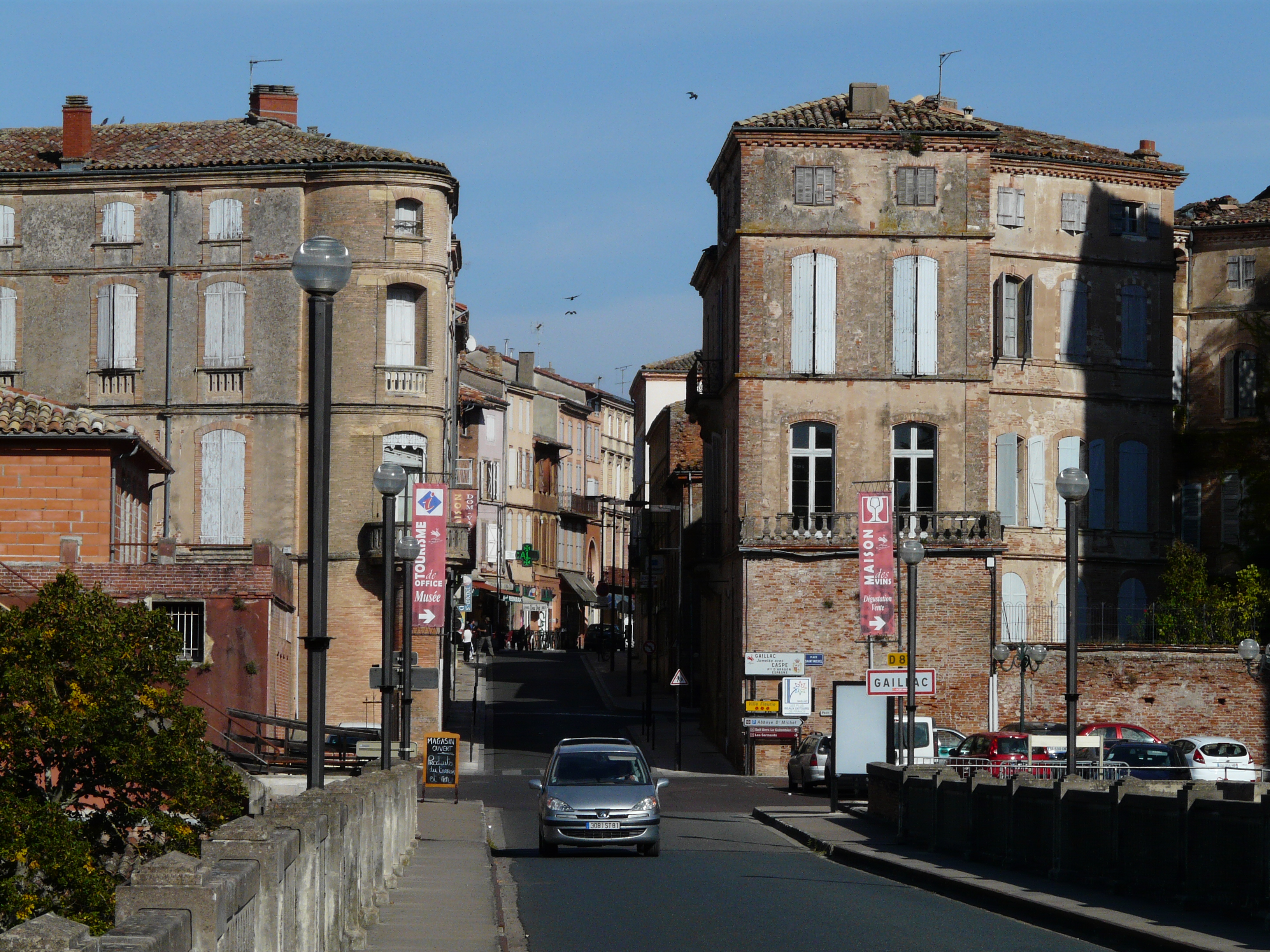
加亚克市区建筑

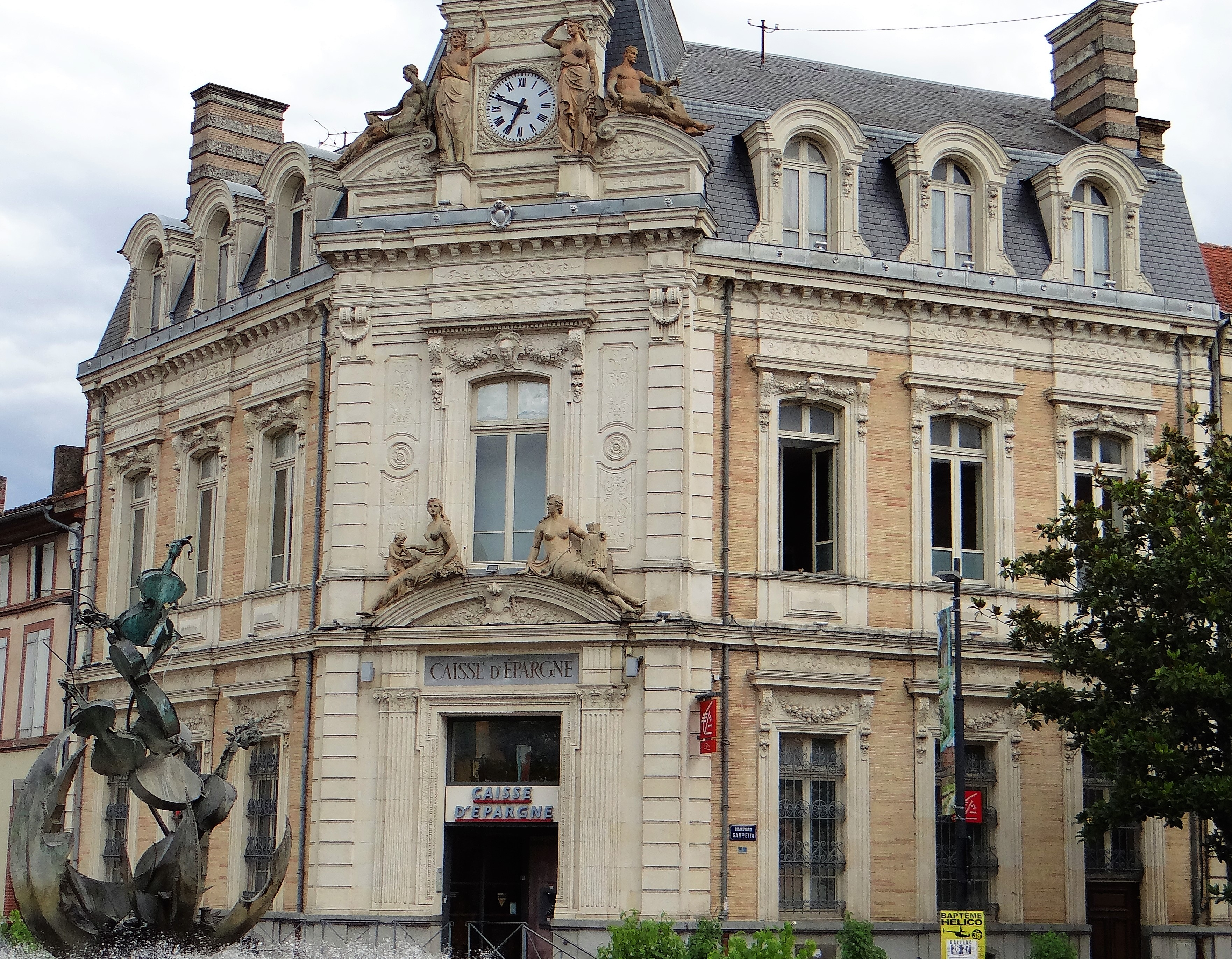
加亚克境内的储蓄银行

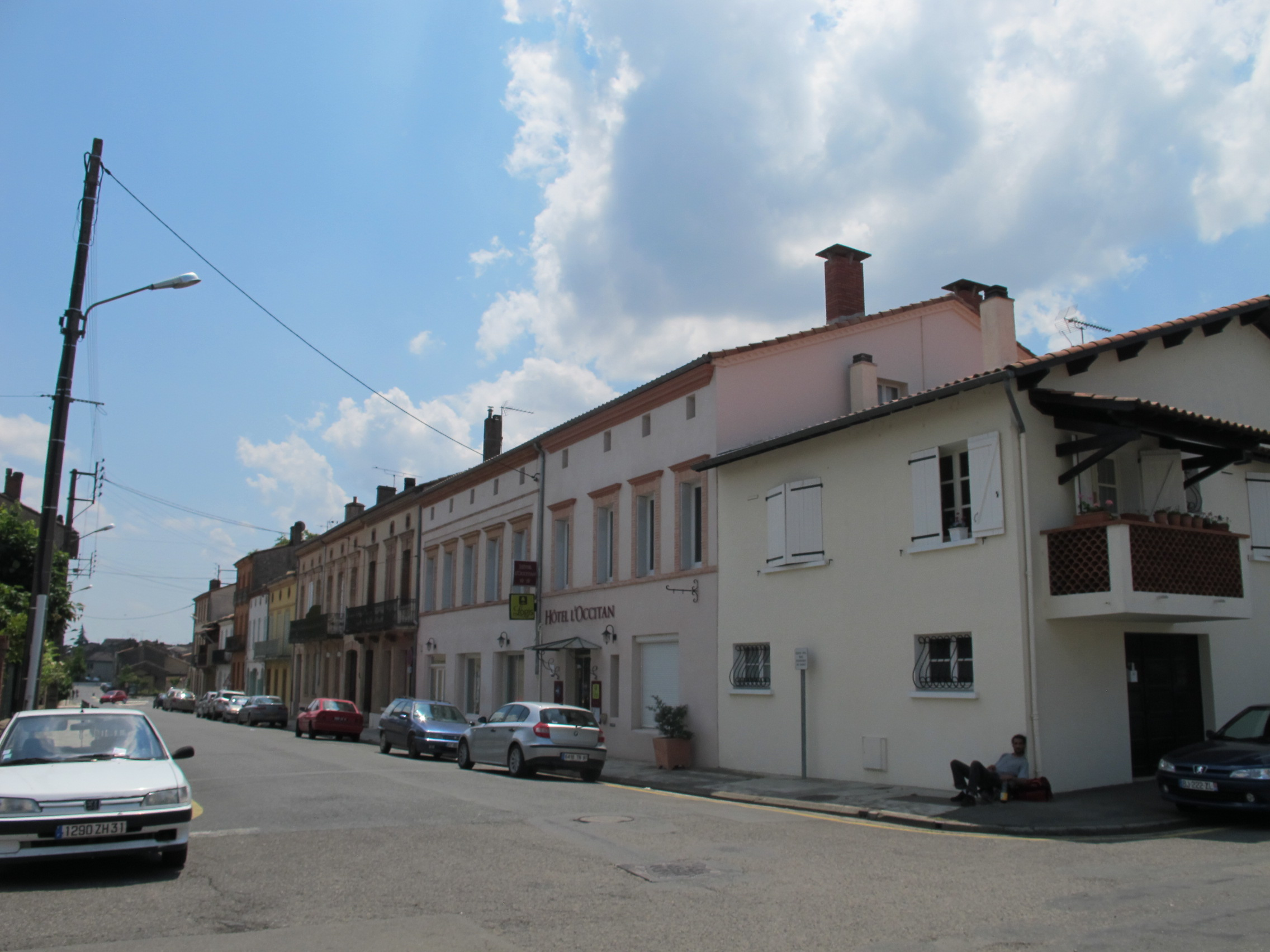
市中心街道

### 教育
加亚克属于图卢兹学区。截止2019年1月1日，加亚克境内共有3所幼儿园、7所小学、3所初级中学、2所普通高中和1所农业高中。2018至2019学年度，加亚克境内共有在校中等教育阶段学生2,522名。

### 医疗
截止2019年1月1日，加亚克境内共有全科医生23名、保健师18名、牙医10名、护士33名、耳科医生1名、眼科医生2名、皮肤科医生1名、助产士4名和儿科医生1名。境内共有药房5家、养老院3家、残疾人帮扶中心3家。
加亚克中心医院（Centre Hospitalier de Gaillac）是法国的一个区域性医疗机构，其主病区位于加亚克市区，设有床位59个，是当地规模最大的公立综合性医院。

### 住房
2017年，加亚克境内共有各类住房7,867套，其中71.4%为独立式居民区，28.5%为集中式居民区。常住房屋占加亚克市镇范围内居民建筑总量的88.6%。

### 商业
2019年，加亚克境内共有各类实体商铺430家，其中餐厅49家、大型超市12家、杂货店4家、面包房15家、肉铺5家、书店8家、装饰品店2家、银行门店9家、美容美发店32家、汽车维修店35家。市区西南部建有大型开放式商业街区。

### 体育
2019年，加亚克境内共有3家游泳池、2间体育馆、3座综合体育场、10处网球场、1处马术场、6处足球或橄榄球场以及4处篮球或排球场。
加亚克人运动员联盟是当地的一支橄榄球队，成立于1901年，2020至2021赛季参加法国全国橄榄球乙组联赛（法戊），其主场“拉博里-贝尔纳·拉波尔特球场”（Stade Laborie-Bernard Laporte）可同时容纳近超过1,400名观众，是当地规模最大的体育设施。
截至2021年2月，加亚克境内共有两家注册足球俱乐部：
- 加亚克人体育联盟（U.S. du Gaillacois），2020至2021赛季参加奥克西塔尼大区足球联赛（法语：Ligue de football d'Occitanie）
- 加亚克人雄鸡足球队（Coq Gaillacois），2020至2021赛季参加塔恩省足球联赛

### 环境
加亚克的环境事务由其所属的公共社区负责。2019年，加亚克境内共有1家污染企业。

### 治安
2019年，加亚克市镇范围内有1处宪兵队。
2014年，加亚克及附近地区共发生各类案件2,686起，其中盗窃类案件1,662起，经济类案件329起，毒品交易类案件122起。

## 文化
2019年，加亚克境内共有1家电影院和3家博物馆。加亚克市政府提供多媒体中心，向公众全年开放。

### 建筑
加亚克境内有多处法国国家文物保护单位，加亚克圣米歇尔修道院、富科城堡等为当地的代表性建筑物，其中圣米歇尔修道院被开辟成为加亚克美术博物馆。

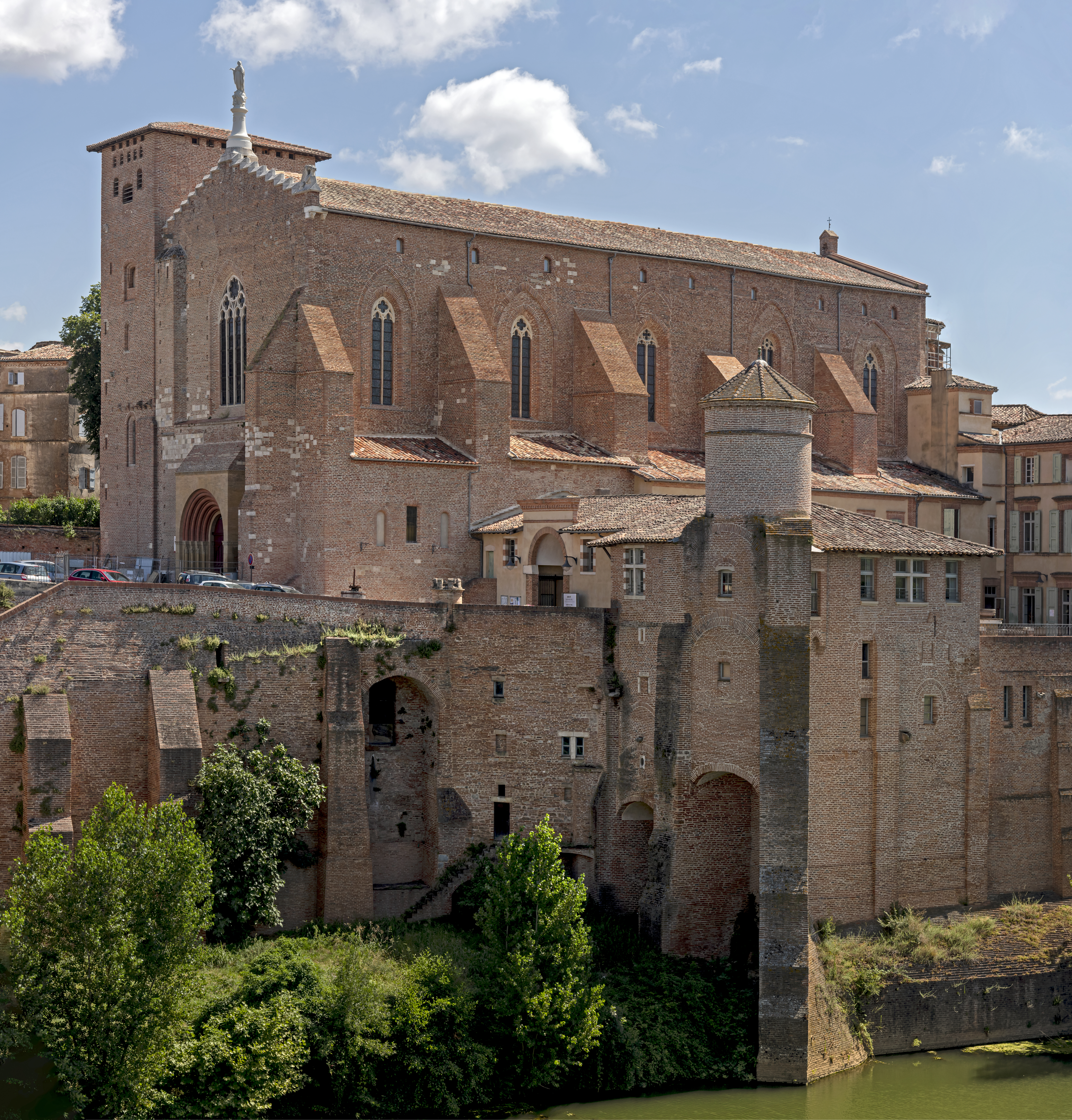
圣米歇尔修道院（法语：Abbaye Saint-Michel de Gaillac）
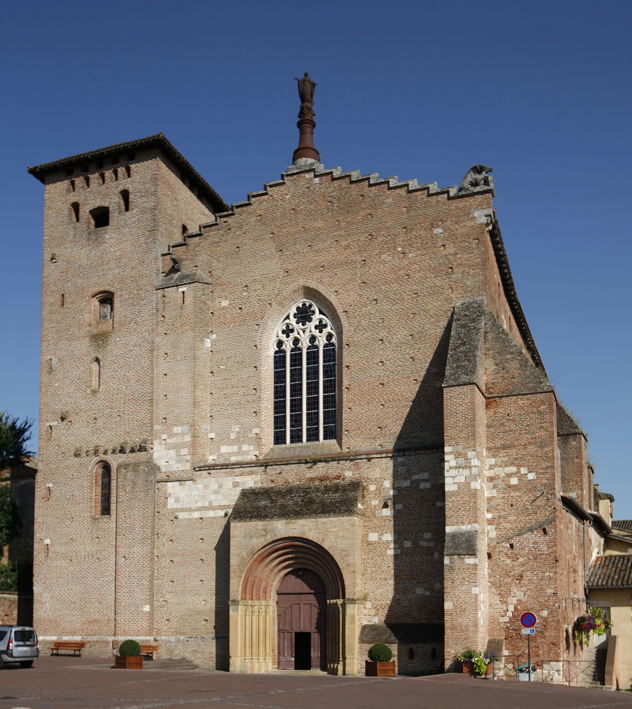
圣米歇尔教堂（法语：Église Saint-Michel de Gaillac）
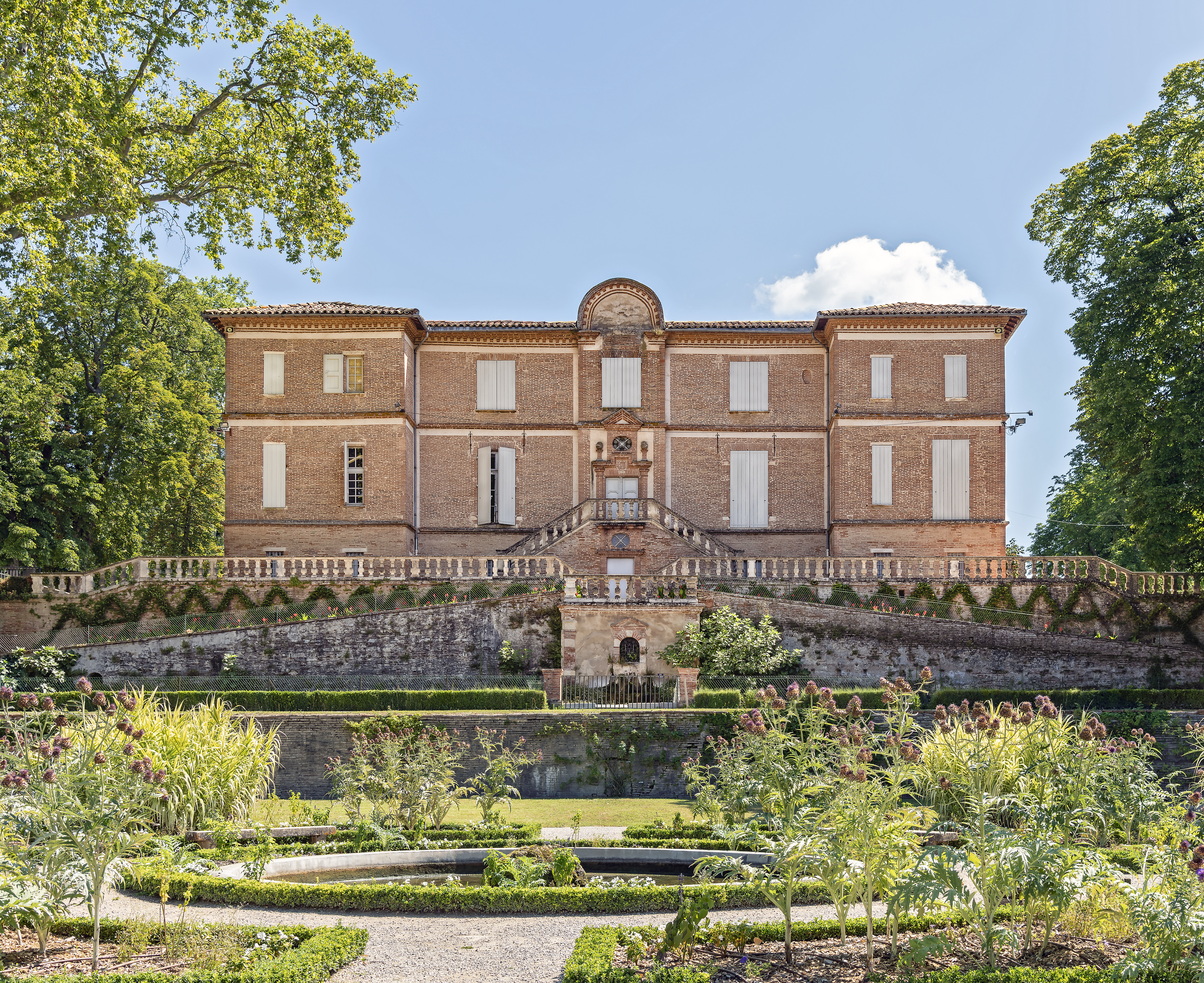
富科城堡（法语：Château de Foucaud）
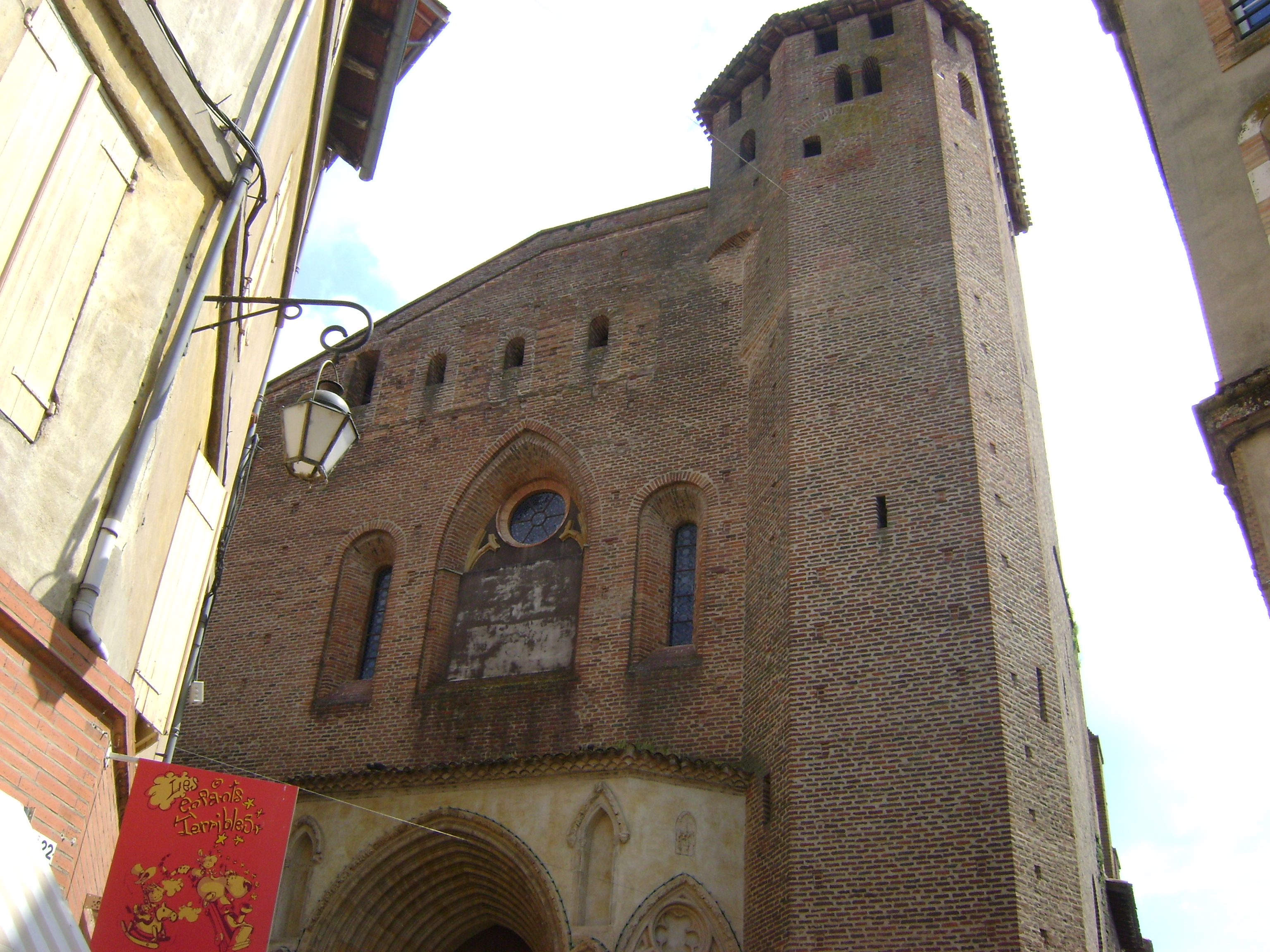
圣伯多禄教堂（法语：Église Saint-Pierre de Gaillac）
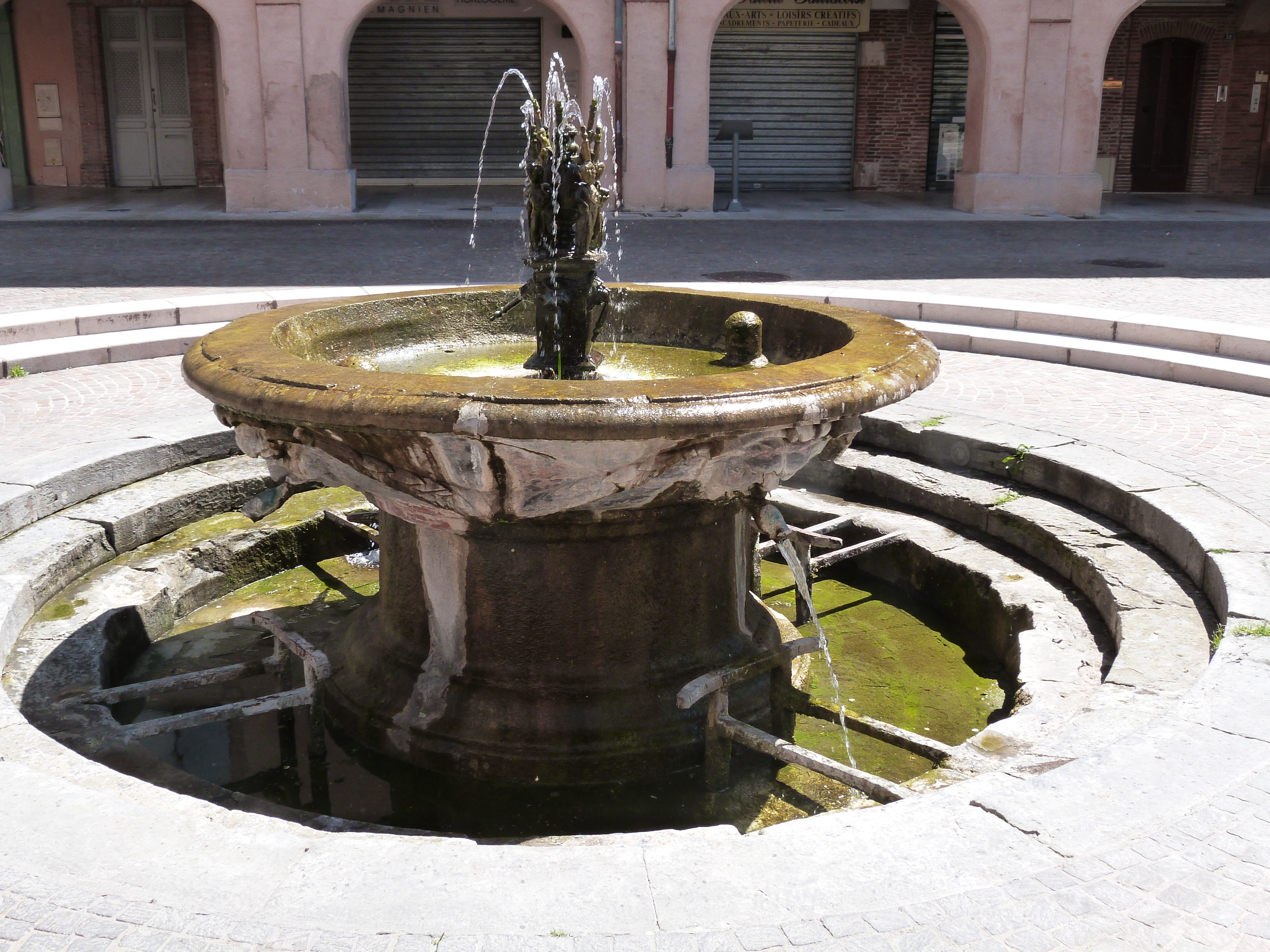
格里富勒喷泉（法语：Fontaine de Griffoul）
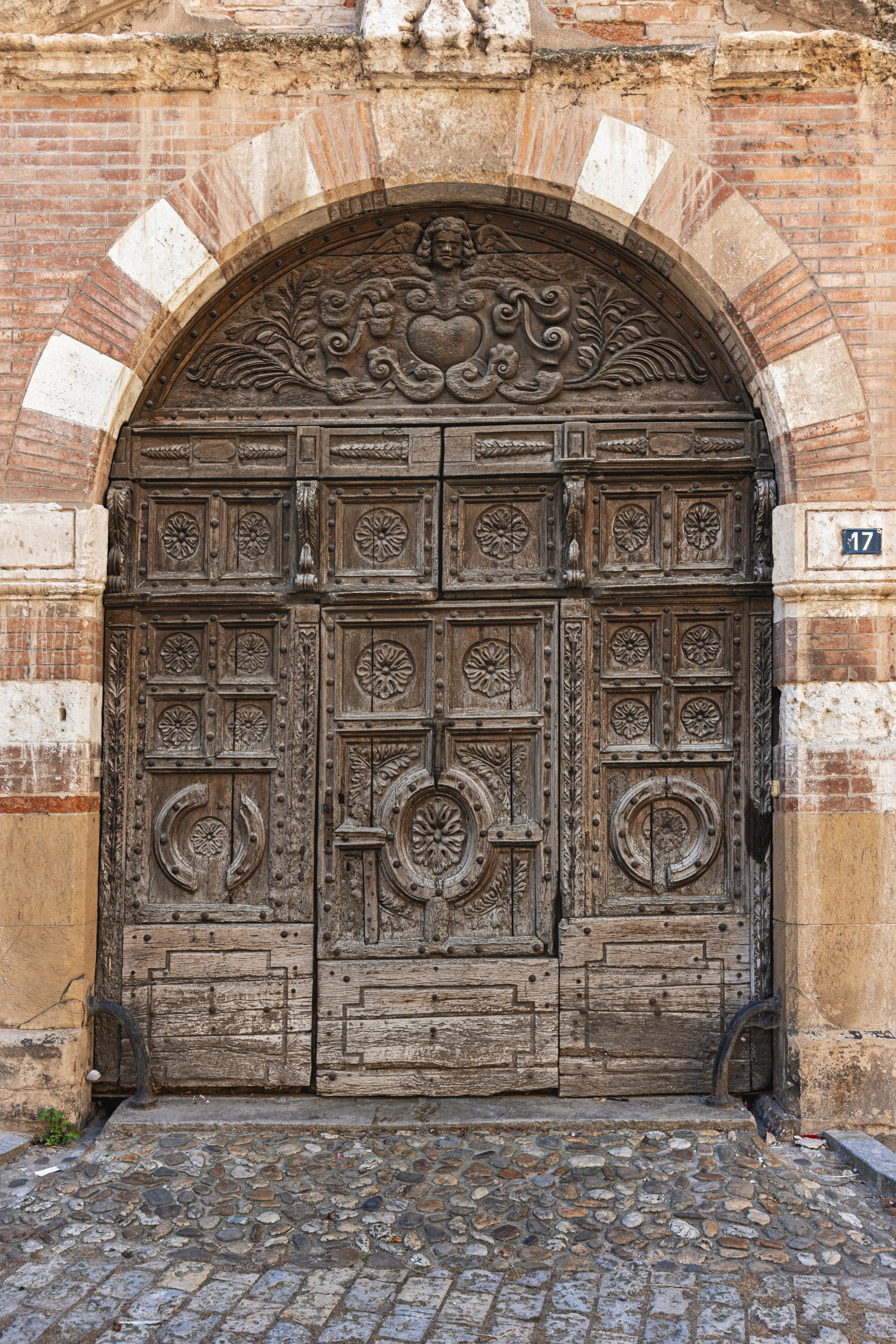
伊韦尔桑之屋（法语：Maison Yversen）
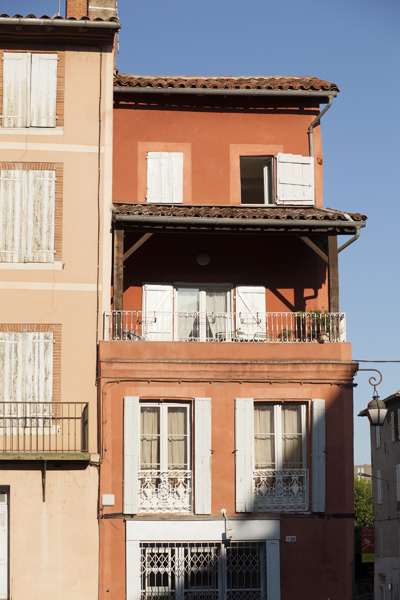
居民建筑

### 旅游
加亚克的旅游事务由其所属的公共社区负责。2020年，加亚克境内共有2家宾馆共计26间房间；另有1个露营地，可容纳共39辆露营车。

### 媒体
法国主要的媒体均可在加亚克接收，法国电视三台下属的奥克西塔尼大区频道在部分时段播出加亚克所属区域的地方新闻。

### 葡萄酒
加亚克因同名葡萄酒而闻名，后者是法国西南葡萄酒产区的组成部分，自1938年起被列为法国国家地理产品保护标志，当地每年举办加亚克葡萄酒节。法国西南部有俚语“在加亚克和拉巴斯唐斯之间”（être entre Gaillac et Rabastens）表示醉酒。

## 相关人物
法国天主教圣人埃米尔·德维亚拉尔、传教士宋君榮、画家菲尔曼·萨拉贝尔和足球运动员奥利维耶·蒙泰吕比奥出生于加亚克。

## 友好城市
截至2021年2月，加亚克共与三座城市互为友好城市关系：
- 義大利 圣玛丽亚阿维科
- 西班牙 卡斯佩
- 中国 自贡市